# 363 Padua
363 Padua este un asteroid din centura principală, descoperit pe 17 martie 1893, de Auguste Charlois.